# Gran Café de La Parroquia
El Gran Café de la Parroquia es un restaurante y cafetería mexicana, ícono del puerto de Veracruz, Veracruz, México, fundado en el año 1808 por los hermanos Juan y Martín Urdapilleta. Es famoso por sus tradiciones, ambiente familiar y por su café lechero. Se encuentra ubicado en el paseo del Malecón y Valentín Gómez Farías n.º 34, en el centro histórico de la ciudad homónima. Se le considera el café-restaurante más famoso de la República Mexicana. Su lema es «El café como debe ser».

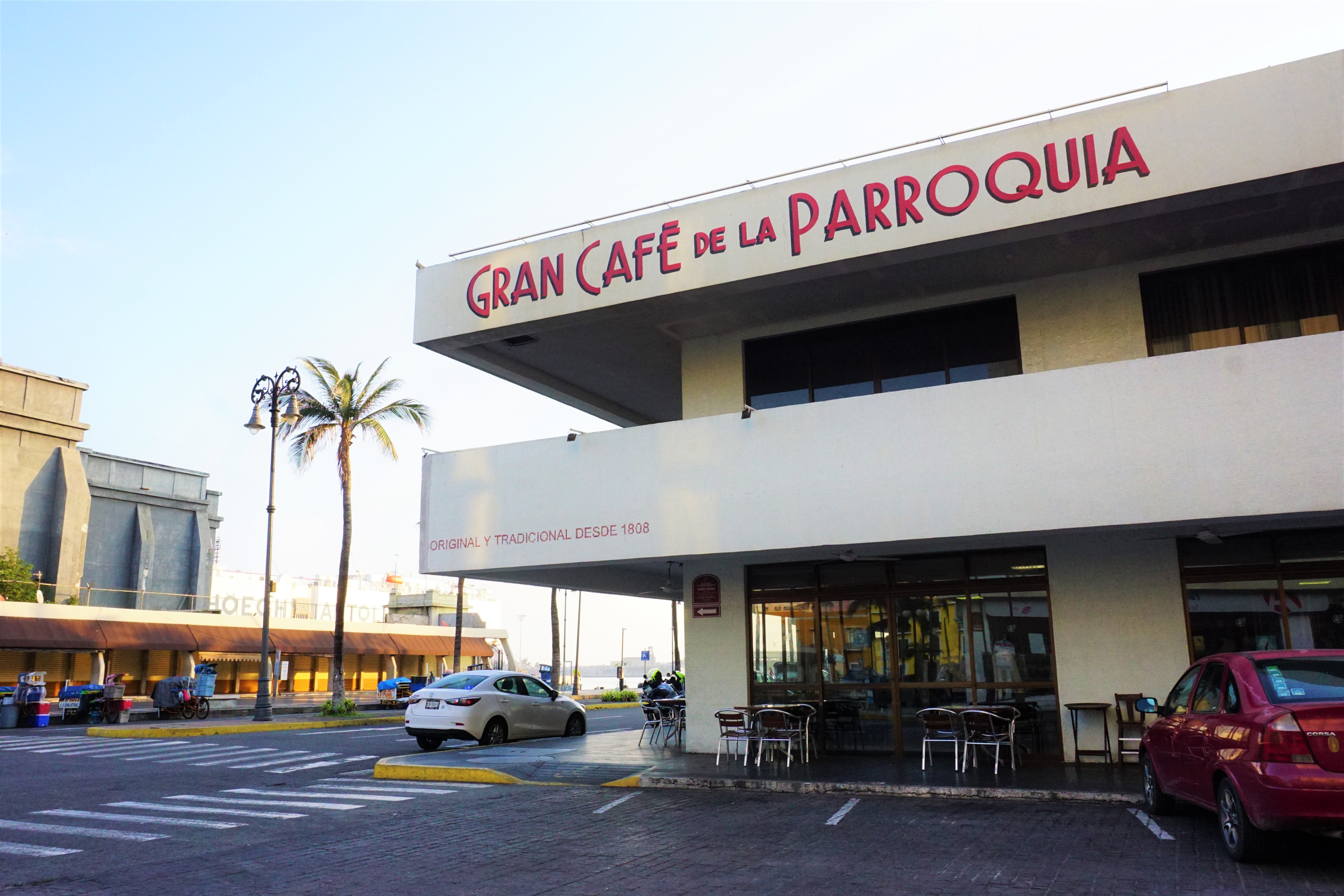
Gran Café de La Parroquia.

## Historia
De manera oficial, El Gran Café de la Parroquia tiene su origen en 1808, año del surgimiento de la Pulpería de la Parroquia, negocio ubicado, en su inicio, en la esquina de los portales de la avenida Parroquia, también nombrada calle Principal; justo frente a la Parroquia de Nuestra Señora de la Asunción, ahora Catedral de Veracruz. De ahí, el nombre designado a la calle principal de la ciudad y, por consiguiente, a los negocios aledaños.
En su inicio, según el pago de impuestos de la época, el negocio expendía bebidas como café, vinos, aguardientes, mistelas y alimentos de origen europeo.

### sigloXIX, los orígenes
La fecha del surgimiento de La Parroquia, se obtiene de los documentos elaborados por los historiadores especialistas en el acontecer del puerto de Veracruz a principios del siglo XIX. Entre estos documentos, se conoce que fue a mitad de 1808, cuando se efectuó un enfrentamiento en el interior de la Pulpería del Portal de la Parroquia entre hombres residentes del puerto y un grupo de franceses, que acababan de arribar a la ciudad; hechos registrados en documentos propiedad del Archivo Histórico Municipal de Veracruz (AHMV).
Por más de ocho décadas, 1808 ha sido la fecha conmemorativa del negocio, la familia Fernández, propietarios de Gran Café de la Parroquia, desde 1926, han preservado la celebración del café. 
Los actuales propietarios del café y, por supuesto, sus comensales asiduos, acuñaron la fecha de septiembre de 1808 como el arranque oficial del establecimiento. Aunque, cabe destacar, en recientes investigaciones realizadas en el AHMV, se ha podido corroborar que el origen del café bicentenario data de finales del siglo XVIII.

## Tradición
El Gran Café de la Parroquia recibe un alto número de visitantes durante todo el año, tanto turistas como comensales locales o de la entidad que visitan el Café de forma periódica. Existe una frase que dice: "Ir a Veracruz y no pasar al Café de la Parroquia es como no haber ido a Veracruz". Se cuenta que Agustín Lara acudía constantemente al lugar, y Porfirio Díaz pasó a desayunar al lugar antes de abordar el buque de vapor "Ypiranga" rumbo al destierro. como también lo hicieron políticos, artistas, deportistas, mandatarios, entre muchos distinguidos personajes.
El expresidente nacional Carlos Salinas de Gortari, entre otros mandatarios, aprovechaba su visita al puerto de Veracruz para acudir al Café de la Parroquia y tomar un tradicional lechero.
Sin duda, es un lugar lleno de tradición y de algunas características que resultan, hasta cierto punto, desconcertantes para los turistas. Una de éstas, es la manera de ocupar una mesa, porque en el Gran Café de la Parroquia no existe una sala de espera, los visitantes ingresan "como en su casa" para elegir la mesa disponible, la que les agrade.
Existen otras tradiciones, como la de llamar al lechero, persona encargada de servir la leche caliente para preparar la bebida tradicional café con leche, a través del tintinar de la cuchara con el vaso de cristal. Esta tradición, data de inicios de 1890, cuando los choferes de los tranvías del puerto de Veracruz hacían sonar la campana del transporte para "pedir" al mesero en turno, su café con leche.

## Reconocimientos

### Sorteo de la Lotería Nacional

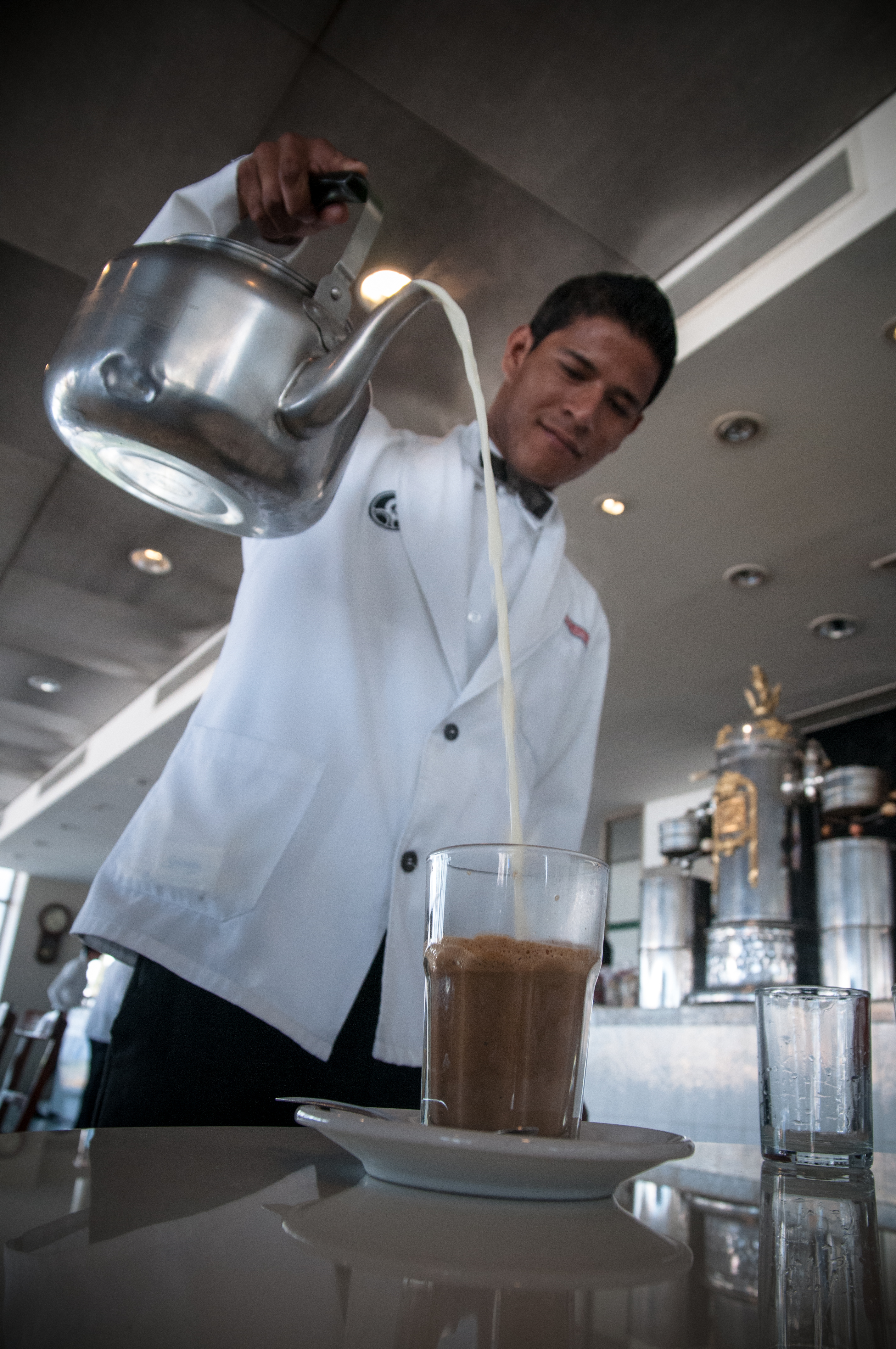
Mesero sirve lechero (café con leche).

La Lotería Nacional (Lotenal) celebró el 204 aniversario de la fundación del Gran Café de la Parroquia, con un premio mayor de 10 millones de pesos, en un acto realizado en el edificio Moros de la Lotería Nacional el 19 de septiembre de 2012.

### Cancelación de Timbre Postal conmemorativo
En conmemoración del 205 Aniversario del Gran Café de la Parroquia, el Servicio Postal Mexicano, Correos de México, emite la estampilla conmemorativa que presenta la imagen de las cafeteras, ícono del Gran Café de la Parroquia desde principios del siglo XX.
Este establecimiento se ubica como uno de los íconos más importantes de la cultura veracruzana, ya que durante años ha recibido a importantes personajes de la política y cultura mexicana. El Gran Café de la Parroquia, fue el sitio donde llegaban las cartas y postales que Correos de México, entregaba a principios del siglo pasado.

## Fusión de sabores
En Gran Café de la Parroquia, generalmente se consume café y pan de dulce. Sin embargo, el menú también incluye otros alimentos, fusión de la comida cubana con la española, dos culturas que están muy presentes en la región.
El nombre de algunos alimentos, es algo que sin duda llama la atención de muchos turistas, así como la preparación de los mismos. Algunos de estos alimentos son:
- Platillo Volador: emparedado de jamón y queso.
- Champola: malteada.
- Bomba: Un pan de dulce horneado con mantequilla conocido en algunas regiones como Concha.
- Micha: Bolillo horneado con mantequilla y azúcar.
- Consomé Parroquia: Caldo con rodajas de carne de pavo con queso, rebanadas de bolillo y aros de cebolla.
- Sándwich de pavo: Emparedado tostado con rodajas finas de carne de pavo, jitomate y un poco de salsa cátsup.[8]